# Izaak Szymon Rosen

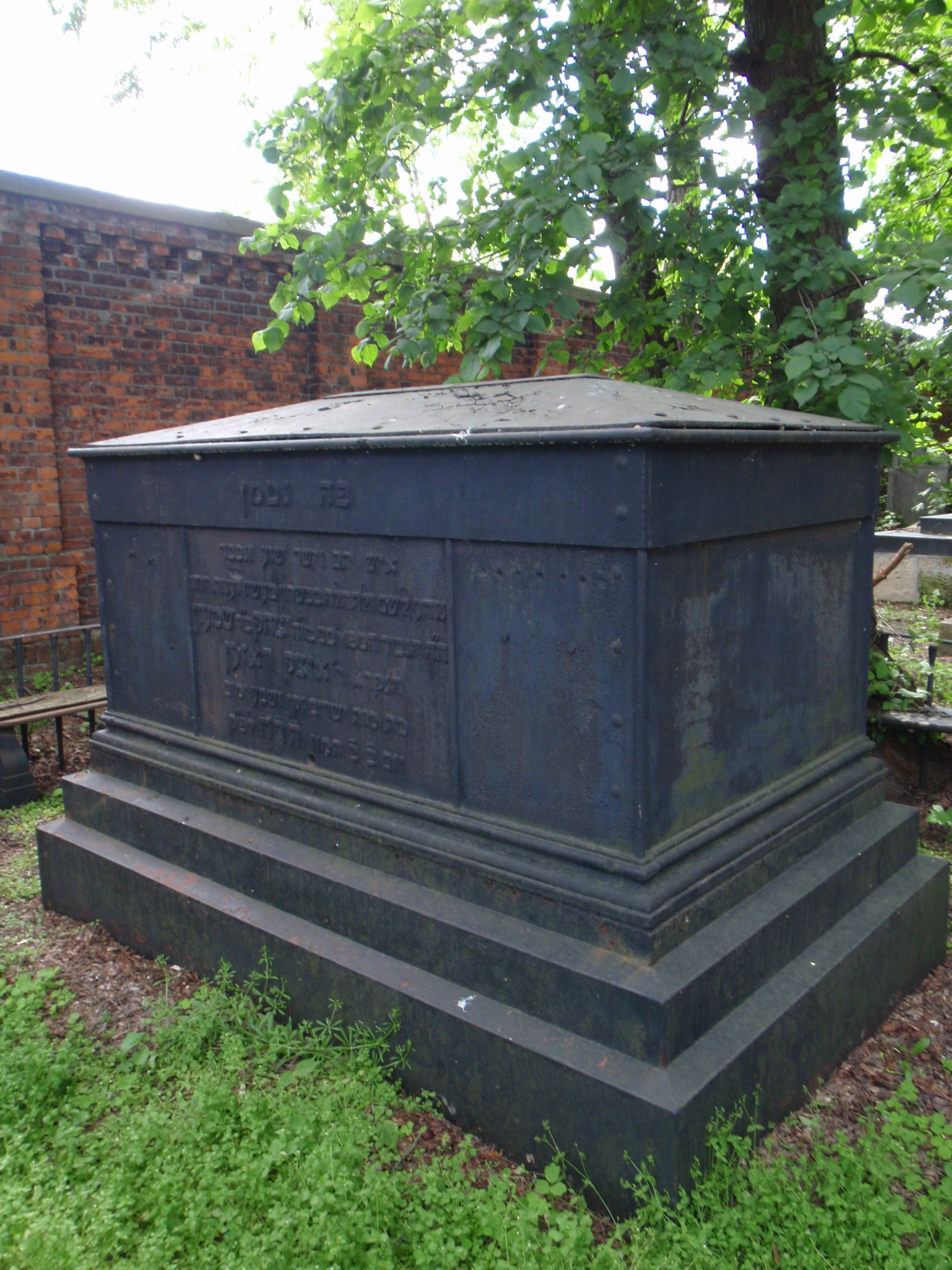
Grób Izaaka Szymona Rosena na cmentarzu żydowskim w Warszawie

Izaak Szymon Rosen (ur. 1765, zm. 3 lipca 1848 w Warszawie) – polski bankier żydowskiego pochodzenia, obywatel miasta Warszawy, powstaniec listopadowy.

## Życiorys
Urodził się jako jeden z trzech synów kupca Szymona Rosena i Marii z domu Zysman. 
Był założycielem i wieloletnim właścicielem banku pod firmą I. S. Rosen. Był także właścicielem nieruchomości w Warszawie. Opowiadał się za asymilacją ludności żydowskiej w społeczeństwie polskim. Brał udział w powstaniu listopadowym.
Był żonaty z Rebeką Szwajcer, z którą miał siedmioro dzieci: Rozalię (1797–1852), Karolinę (1799–1847, żonę Leopolda Toeplitza), Dorotę (1804–1839), Mathiasa (1807–1865), Józefę (1812–1860), Szymona (1813–1872, bankiera) i Zygmunta (1814–1820).
Pochowany jest na cmentarzu żydowskim przy ulicy Okopowej w Warszawie (kwatera 1, rząd 3).